# Barichneumon montgator
Barichneumon montgator är en stekelart som beskrevs av Selfa och Anento 1996. Barichneumon montgator ingår i släktet Barichneumon och familjen brokparasitsteklar. Inga underarter finns listade.